# Licàon (fill d'Ares)
Segons la mitologia grega, Licàon (en grec antic Λυκάων) fou un heroi, fill d'Ares i de Pirene, i per tant, germà de Diomedes el traci i de Cicne.
Regnava sobre els crestoneus, un poble de Macedònia situat a la riba de l'Equedor. Quan Hèracles es dirigia a buscar les pomes d'or al jardí de les Hespèrides, va travessar un bosc consagrat a Pirene. Allà Licàon va morir a mans d'Heracles, al qual intentava foragitar del bosc.